# Krasnovíshersk
Krasnovichersk (en ruso: Красновишерск) es una ciudad del krai de Perm, en Rusia. Está situada en la vertiente occidental de los Urales, a orillas del Víshera. Se encuentra a 315 km al norte de Perm, la capital del krai. Su población era de 17.320 habitantes en 2009. Está servida por el aeropuerto de Kransnovíshersk.

## Historia
En el emplazamiento de la ciudad actual, que era el pueblo Vizhaika, fue construida entre 1894 y 1897 una fábrica sigerúrgica de capital franco-ruso (compañía Volga-Víshera). En 1929 se construyó una fábrica de celulosa.
En 1926, se instaló un campo de prisioneros políticos en la localidad, primero como extensión del campo de las islas Solovetsky, y más tarde como el centro Vísherlag, dentro del sistema de trabajo del Gulag. El escritor Varlam Shalámov fue encarcelado aquí desde 1929 a 1931. En junio de 2007 se erigió un monumento en la localidad en su memoria.
Tiene estatus de ciudad y su nombre actual desde 1942.

## Demografía
| 1959   | 1970   | 1979   | 1989   | 1996   | 2002   | 2008   |
| ------ | ------ | ------ | ------ | ------ | ------ | ------ |
| 15 500 | 14 900 | 15 900 | 18 652 | 19 400 | 18 260 | 17 385 |

## Cultura y lugares de interés

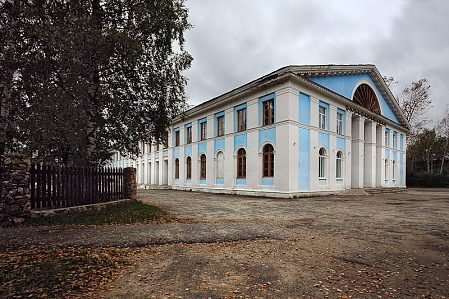
Casa de cultura de Krasnovíshersk.

Krasnovíshersk cuenta con un museo de historia. En los alrededores se pueden encontrar monumentos naturales, como los afloramientos rocosos del valle del Víshera, en los que se pueden encontrar pinturas rupestres.

## Economía
Las principales empresas de Krasnovíshersk:
- TOO Prisk Uralalmaz (ТОО "Прииск 'Уралалмаз'") : metales preciosos, etc.
- OAP Visherabumprom (ОАО "Вишерабумпром") : pasta de papel y papel.